# 林茂政
林 茂政（はやし もせい、本名：しげまさ、1870年1月26日（明治2年12月25日）- 1940年（昭和15年）1月15日）は、日本の政治家。最後の鶴岡町長、初代鶴岡市長、山形県会議員、羽前輸出織物同業組合組合長、勲六等。別名・半次郎。

## 経歴
庄内藩士・林茂明の長男として鶴岡鷹匠町（現・山形県鶴岡市）に生れる。西田川郡中学校（現・山形県立鶴岡南高等学校）卒業。鶴岡英学会に入会し英語などを学び、角田俊次に文章及び漢学の指導を受ける。
1887年（明治20年）福島県会津郡の小学校に勤務。1892年（明治25年）朝暘学校訓導に転じた。
1901年（明治34年）鶴岡町長に就任し、1924年（大正13年）10月、市制施行に伴い初代鶴岡市長に就任し、1927年（昭和2年）まで在任した。 1931年（昭和6年）山形県会議員に選出され1935年（昭和10年）まで務めた。
1919年（大正8年）羽前輸出織物同業組合組合長に就任し、1936年（昭和11年）まで在任した。
1940年（昭和15年）死去する（享年71）。鶴岡の禅竜寺に墓がある。

## 栄典
- 1906年（明治39年）4月1日 - 勲七等青色桐葉章[2]

## 親族
- 父：林茂明 - 庄内藩士
- 子：林茂助 - 化学者、理学博士、東京工業大学名誉教授
- 弟：氏家孫三郎
- 甥：氏家彦太郎 - 刀剣鑑定家、山居賃貸倉庫（株）常務、致道博物館理事

## 参考資料
- 大瀬欽哉監修『新編 庄内人名辞典』庄内人名辞典刊行会、1986年。

| 公職        | 公職                         | 公職          |
| ----------- | ---------------------------- | ------------- |
| 先代 鶴岡町 | 鶴岡市長 初代：1924年-1927年 | 次代 金野岩治 |